# كاسا دي نارينو
كاسا دي نارينو  (بالإسبانية للبيت نارينيو) أو بالاسيو دي نارينو (بالإسبانية لقصر نارينيو)، هو مكان العمل الرئيسي والمنزل الرسمي «رئيس جمهورية كولومبيا». ويضم المكتب الرئيسي للفرع التنفيذي ويقع في العاصمة بوغوتا، كولومبيا. وقد خصص في عام 1908بعد يجري بناؤها في موقع المنزل حيث ولد أنطونيو نارينيو. وأدلى التصميم المهندسين المعماريين غاستون ليلارجي، تلميذ سابق ولد الفرنسية شارل غارنييه، ولومبانا خوليان.
في عام 1980، تم تكريس الهيكل بعد بناء إضافات. ويضم المبنى أيضا التحف والمفروشات من فترات مختلفة من تاريخ الفن. منازل حديقته المرصد الفلكي دي بوغوتا، صممهالرهبان الكبوشيون-دومينغو دي Petrés المعماري وبنيت في عام 1802-03.